# Betina Ustrowski
Betina Ustrowski (* 27. Juli 1976 in Berlin) ist eine ehemalige deutsche Schwimmerin.

## Werdegang
Betina Ustrowski zog mit ihren Eltern 1992 von Berlin nach Wuppertal, wo sie 1992 und 1993 für die Wasserfreunde Wuppertal antrat, 1994 wechselte sie nach Bochum/Wattenscheid.
1991 war Ustrowski Zweite über 100 Meter Schmetterling bei den Junioreneuropameisterschaften. Bei den Deutschen Meisterschaften 1992 belegte sie über 100 Meter Schmetterling den zweiten Platz hinter Franziska van Almsick. Bei den Olympischen Spielen 1992 in Barcelona ging Ustrowski in drei Disziplinen an den Start. Auf beiden Schmetterlingsdistanzen schied sie im Vorlauf aus. Die 4-mal-100-Meter-Lagenstaffel in der Besetzung Dagmar Hase, Daniela Brendel, Betina Ustrowski und Simone Osygus qualifizierte sich im ersten Vorlauf mit der insgesamt zweitbesten Zeit für das Finale. Im Finale schwamm die deutsche Staffel in der Besetzung Dagmar Hase, Jana Dörries, Franziska van Almsick und Daniela Hunger als Zweite hinter der US-Staffel ins Ziel; Daniela Brendel, Betina Ustrowski und Simone Osygus erhielten für ihren Einsatz im Vorlauf ebenfalls eine Silbermedaille. 
Für den Gewinn der Silbermedaille erhielt sie am 23. Juni 1993 das Silberne Lorbeerblatt.
1993 belegte Brendel bei den Deutschen Meisterschaften wie im Vorjahr den zweiten Platz hinter Franziska van Almsick über 100 Meter Schmetterling. Bei den Schwimmeuropameisterschaften 1993 in Sheffield siegte über 100 Meter Schmetterling die Französin Catherine Plewinski, Silber und Bronze gingen an van Almsick und Ustrowski; die deutsche Lagenstaffel mit Sandra Völker, Sylvia Gerasch, Ustrowski und van Almsick gewann den Titel vor den Russinnen und den Britinnen. Ihren einzigen deutschen Meistertitel gewann Betina Ustrowski bei den Deutschen Meisterschaften 1994 über 100 Meter Schmetterling.